# Renfe série 319.4
Surnommées "super series", les dix unités de la sous-série 319-400 constituent le dernier avatar de la reconstruction des 319.0.

## Conception
Les 319-400 se distinguent des précédentes par leur conduite assistée par ordinateur et leur système d'anti-patinage.